# Inoue Orihime
Inoue Orihime là một nhân vật hư cấu trong bộ manga và bản anime chuyển thể Bleach do Kubo Taito sáng tạo. Cô là một trong những người bạn của Kurosaki Ichigo. Như nhiều nhân vật khác trong truyện, cô nhanh chóng phát triển sức mạnh riêng sau khi Ichigo trở thành Shinigami. Trong suốt bộ truyện, Orihime biết được trách nhiệm làm Shinigami của Ichigo và đồng hành cùng cậu trong chuyến đi tới Linh Giới (Soul Society) để giải cứu Kuchiki Rukia. Cô được miêu tả là vợ Ichigo ở phần vĩ thanh. 
Ngoài bộ manga, Orihime xuất hiện trong các tác phẩm truyền thông khác, gồm anime truyền hình, các phim anime điện ảnh, trò chơi video và nhạc kịch rock. Cô tương đối nổi tiếng trong các độc giả của bộ manga kể từ lần đầu xuất hiện, đạt thứ hạng trong top 10 hoặc top 20 ở mọi cuộc bầu chọn về độ phổ biến của các nhân vật trong truyện. Ngoài ra, nhiều mặt hàng thương mại dựa trên ngoại hình của cô đã được bày bán trên thị trường như action figure và móc khóa. Các ấn phẩm đánh giá manga, anime và phương tiện truyền thông khác cũng đều nhận xét về cô, đa số khen ngợi sự phát triển và tính cách của cô.
Ở bản chuyển thể anime, người lồng tiếng Nhật cho Orihime là Matsuoka Yuki. Ở bản lồng tiếng Anh, người lồng tiếng cô là Stephanie Sheh. Ở bản phim điện ảnh người đóng Bleach (2018), cô được thể hiện bởi nữ diễn viên kiêm ca sĩ người Nhật Mano Erina.

## Sáng tạo và xây dựng nhân vật
Cùng với Ichigo, Orihime có gương mặt khó vẽ nhất theo lời Kubo. Do ý nghĩa quan trọng của cô trong manga, Kubo muốn luyện vẽ cô nhiều hơn để dễ vẽ hơn. Khi Kubo nhận được yêu cầu làm bìa có hình một nhân vật nữ nhân dịp Giáng Sinh, ban đầu Kubo nghĩ tới dùng Kuchiki Rukia. Tuy nhiên, sau đấy anh đổi ý sang sử dụng Orihime vì thấy cô phù hợp với vai trò đó hơn. Cô trở thành nhân vật nữ chính đích thực cho phần còn lại của nhượng quyền Bleach sau khi tiểu manga/anime mùa thứ hai khép lại; vai trò ấy của Orihime được thừa nhận khi chiều sâu và ý nghĩa quan trọng của nhân vật gia tăng đáng kể sau khi cô trở về Linh Giới và bắt đầu trở thành hạt nhân nổi bật cho sự phát triển tính cách của Ichigo và cả chính cốt truyện, vì thế mà Orihime có mặt cùng các nhân vật nữ chính từ những bộ truyện khác đăng trên Weekly Shōnen Jump ở số bìa đặc biệt của Shonen Jump. Ở bản chuyển thể anime, người lồng tiếng Nhật cho Orihime là Matsuoka Yuki. Stephanie Sheh (diễn viên lồng tiếng Anh cho Orihime) thấy cô bé là một nhân vật "phức tạp" khi cô lưu ý thách thức để tìm sự cân bằng với giọng của mình, song đôi khi cô bé có vẻ đãng trí, mặt khác có lúc cô ấy lại cực kỳ mạnh mẽ.
Tác giả Kubo tiết lộ trong BLEACH JET Artbook Talk: "sức mạnh của Orihime đã có lúc hoàn toàn khác so với hiện tại, có một phiên bản trong đó cô ấy sẽ mọc sừng và đuôi. Cá nhân tôi nghĩ điều này cũng dễ thương, nhưng Asada đã nói với tôi rằng “nữ chính không thể trông giống con quái vật này được!”

## Miêu tả sơ lược
Orihime vừa lịch sự vừa tốt bụng. Cô bé thể hiện sự ngây thơ và có chút thiếu kiến thức, trái ngược với điểm số cao chót vót của cô ở trường. Phong cách nấu ăn của cô có thể được miêu tả là dở tệ, kinh tởm, hoặc thường kiểu kỳ quặc hơn, đến mức ngoài Matsumoto Rangiku thì chẳng ai nghĩ là nó ngon cả; đây là một chi tiết hài lặp lại nhiều lần trong truyện. Orihime thường dấn thân vào các tình huống mà chẳng suy nghĩ, đôi khi làm cô bẽ mặt hay thậm chí là gây hậu quả nguy hiểm. Cô bé thường tưởng tượng quá đà và bị cuốn vào những suy nghĩ viển vông, chẳng hạn như lúc đầu mường tượng ra buổi hẹn hò với Ichigo, rồi sau khép lại bằng việc cô trở thành nhà vô địch quyền anh trước khi bị bắn. Tóc cô để xõa dài nhằm trân trọng lời hứa của Arisawa Tatsuki để bảo vệ cô.
Orihime trải qua đa số xúc cảm, làm cho cô ghen tỵ với mối quan hệ giữa Ichigo và Kuchiki Rukia, song vẫn thể hiện tình bạn và sự ngưỡng mộ với cả hai người. Nhờ vai trò được mở rộng trong manga, Orihime hạnh phúc hơn và ngốc nghếch hơn ở đầu truyện, song ở những tiểu phần sau lại liên quan đến cảm giác thiếu thốn và mâu thuẫn nội tâm của cô bé. Orihime sống một mình ở Thị trấn Karakura (nơi làm bối cảnh của truyện) và nhận được sự chu cấp từ người dì ở xa với điều kiện cô phải liên tục đạt điểm cao ở trường. Cô và anh trai Sora được cha mẹ nuôi dưỡng, song hai người lại bị họ đối xử tệ bạc. Khi Sora bước sang tuổi 18, cậu bỏ trốn cùng Orihime (lúc ấy mới ba tuổi) và nuôi cô bé kể từ đó. Hai anh em sống hòa thuận trong chín năm cho đến khi Sora thiệt mạng vì tai nạn xe hơi.

## Xuất hiện

### TrongBleach

Shun Shun Rikka

Orihime lần đầu xuất hiện ở chương truyện thí điểm của Bleach mà Kubo gửi tới Weekly Shōnen Jump. Cô bé là một thiếu nữ theo học ở Trường trung học Karakura và là bạn của Ichigo. Sau khi Ichigo có được sức mạnh của Shinigami, tương tác của cậu với Orihime bắt đầu phát sinh những tác dụng phụ ngoài dự kiến. Orihime thức tỉnh năng lực tâm linh sau khi được Ichigo cứu khỏi Acidwire - người anh trai quá cố bị biến thành Hollow. Hollow tấn công Trường trung học Karakura, song Orihime sử dụng sức mạnh Shun Shun Rikka để cứu Arisawa Tatsuki. Sau khi Rukia Kuchiki bị đưa trở về Linh Giới để chuẩn bị hành quyết, Orihime lập nhóm cùng Ichigo, Ishida Uryū, Sado Yasutora và Shihōin Yoruichi để đi cứu Rukia. Sau khi đến nơi, nhóm của họ bị tách ra, rồi Orihime và Uryū lang thang trong thành phố. Sau đó, Orihime bị Aramaki Makizō (một Shinigami thuộc đội 11) bắt giữ, song được đội trưởng Zaraki Kenpachi giải thoát. Sau khi cứu được Rukia, cả nhóm trở về nhân giới.
Sau khi đứng ngoài cuộc xâm lược thứ hai của arrancar, Orihime đã nhờ Ushōda Hachigen sửa Tsubaki, rồi Orihime tới Linh Giới để tập luyện chuẩn bị cho đợt tấn công tiếp theo. Trong lúc đi giữa hai cõi giới, cô gặp gỡ Ulquiorra Cifer, y đe dọa sẽ lấy mạng Ichigo và bạn bè Orihime trừ phi cô đồng ý theo y tới Hueco Mundo. Orihime nhận lời và đi tới Hueco Mundo. Tại đó, Orihime gặp Aizen Sōsuke - cựu Shinigami và hiện là thủ lĩnh của Arrancar. Aizen giải thích ý đồ muốn sử dụng Shun Shun Rikka của Orihime để sửa chữa Hōgyoku (崩玉 (Băng Ngọc)), song cô lại quyết định sử dụng sức mạnh để tiêu diệt Băng Ngọc. Trước khi kịp tiến hành kế hoạch, Ichigo cùng nhóm bạn tới Hueco Mundo để cứu cô. Khi Ichigo chạm trán và bị Ulquiorra đánh bại, Grimmjow Jeagerjaques vì muốn đấu Ichio ở mức sức mạnh cao nhất nên đã tạm thả tự do cho Orihime để cô có thể chữa trị cho cậu. Ichigo đánh với Grimmjow và giành chiến thắng chung cuộc. Để rồi họ bị Jiruga Nnoitora tấn công, nhưng sau khi Nnoitora bại trận dưới tay Kenpachi, Orihime một lần nữa bị bắt mất. Ichigo tức tốc đến chỗ cô và giao chiến với Ulquiorra, song lại bại trận thêm lần nữa. Ở diễn biến sau đó, cô phát hiện Ichigo bị biến thành dạng hollow mới và đánh Ulquiorra bị thương nặng.
Sau khi Aizen bị bắt giữ, Orihime có một quãng thời gian bình thường, cho tới khi Uryū bị một người sở hữu siêu năng lực tấn công. Tsukishima còn đâm Orihime bằng sức mạnh Fullbring trước khi rời đi. Sau đó, truyện tiết lộ sức mạnh của Tsukishima đã làm thay đổi ký ức của cô. Kế đó, Orihime và bạn bè cô  tới Hueco Mundo để đối đầu Wandenreich - một nhóm Quincy muốn hủy diệt Linh Giới do Yhwach chỉ huy. Orihime và những người khác đánh nhau với chúng và giải phóng Hueco Mundo khỏi Quilge Opi - một sĩ quan cấp cao của Wandenreiche. Thế rồi Ichigo phát hiện ra Wandenreich đang tấn công Linh Giới. Mười năm sau trận chiến, Orihime cưới Ichigo và họ có một người con trai tên là Kazui.
Trong light novel BLEACH WE DO knot ALWAYS LOVE YOU, tác giả đã tiết lộ Ichigo, Orihime, Ishida và Sado cùng nhau đến dự lễ cưới của Renji và Rukia tại Linh Giới. 

### Trong các tác phẩm khác
Nhân vật đã trở nên nổi tiếng hơn nữa với cả những người không hâm mộ bộ truyện nhờ có một thước phim hoạt hình ngắn lặp lại cảnh Orihime xoay một củ hành tây (cụ thể là negi hay củ hành của Wales) ghép với nền nhạc bài "Ievan Polkka". Với tên gọi Loituma Girl, năm khung hình được dùng trong bộ ảnh động lấy từ tập thứ hai của bộ anime. Orihime có mặt trong Bleach: Memories of Nobody, Bleach: The DiamondDust Rebellion và Bleach: Hell Verse, tuy chỉ thể hiện một vai nhỏ. Cô cũng xuất hiện trong các trò chơi video của Bleach, như làm nhân vật người chơi trong Heat the Soul. Orihime cũng sát cánh cùng Kuchiki Rukia ở Bleach Beat Collection Season 2 với bài hát đơn ca "La La La" và bài hát song ca "Holy Fight." Ở bản phim điện ảnh người đóng Bleach (2018), Orihime được thể hiện bởi nữ diễn viên kiêm ca sĩ người Nhật Bản Mano Erina.

## Đón nhận

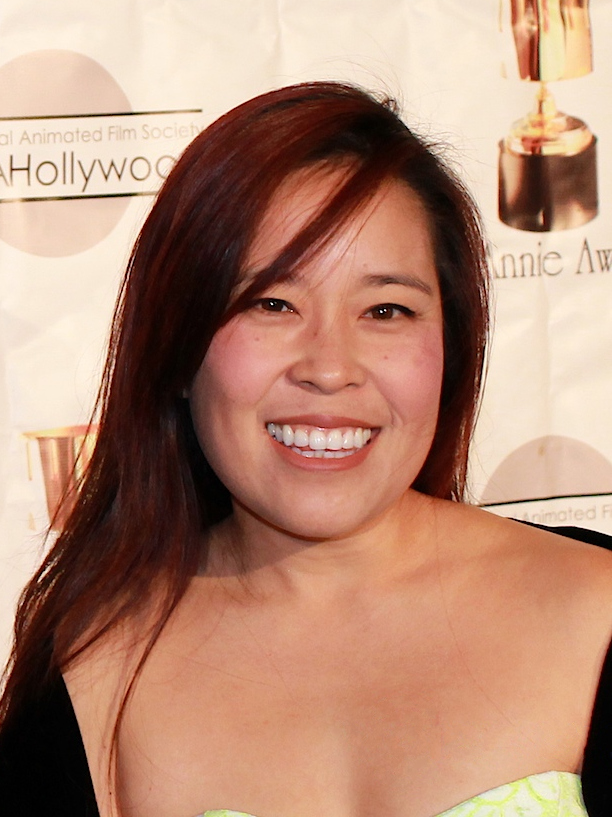
Stephanie Sheh là người lồng tiếng Orihime ở bản phim lồng tiếng Anh.

### Độ nổi tiếng
Tại lễ trao giải Seiyu Awards đầu tiên vào tháng 3 năm 2007, Matsuoka Yuki nằm trong số những người được xướng tên đề cử ở hạng mục "Nữ diễn viên phụ xuất sắc nhất" nhờ vai Orihime. Nhân vật Orihime nhận được sự hưởng ứng nồng nhiệt từ độc giả của bộ manga, xuất hiện ở vị trí thứ năm trong cuộc bầu chọn độ nổi tiếng nhân vật đầu tiên. Cô không góp mặt trong top 10 ở cuộc bầu chọn thứ hai (xếp thứ 12), xong tái xuất trong top 10 ở hai cuộc bầu chọn sau đó: xếp thứ 10 ở cuộc bầu chọn thứ ba và đứng thứ tám ở cuộc bần chọn gần nhất, xếp trên Kira Izuru 123 lá phiếu. Nhiều mặt hàng tiêu thụ đã được bày bán trên thị trường dựa trên nhân vật Orihime như đồ chơi nhồi bông, móc khóa và action figure. Những chiếc ghim cài tóc dựa trên kẹp tóc của cô cũng được bày bán để phục vụ nhu cầu hóa trang.

### Đánh giá chuyên môn
Nhiều ấn phẩm đánh giá manga, anime và các sản phẩm truyền thông khác đã bình luận về tính cách của Orihime, dành những lời khen cho đặc điểm và khâu phát triển của cô bé. Cây viết Jarred Pine của Mania Entertainment thích khâu phát triển Orihime ở tập manga đầu tiên khi cô chạm mặt với người anh bị hollow hóa, nhờ đó bổ sung thêm "tầm vóc" cho cá tính của cô, thay vì miêu tả cô là một "bimbo ngực bự" như ở lần đầu được giới thiệu. Tuy Carlo Santos từ Anime News Network (ANN) thấy tính cách của Orihime bị rập khuôn do cách cô sử dụng sức mạnh, anh để ý rằng (như mọi nhân vật), cô bé vô cùng thú vị nhờ cá tính của mình. D. F. Smith từ IGN chê bai những lần xuất hiện của Orihime lúc cô cùng bạn bè đi giải cứu Kuchiki Rukia vì đa số những lần đó chỉ để tấu hài và lặp lại nhiều lần. Stephanie Sheh được Carl Kimlinger từ ANN tán dương là một trong diễn viên lồng tiếng giỏi nhất ở bản lồng tiếng của Viz Media. Carlos Alexandre từ popcultureshock.com cũng dành lời khen cho phần việc của Sheh, lưu ý rằng cô ấy thể hiện tốt tính cách của Orihime. Ở một cuộc bầu chọn của Anime News Network, Orihime được bầu là đầu bếp nấu tệ thứ tư trong anime.